# لوسيانو كاستان
لوسيانو كاستان (بالبرتغالية: Luciano Castán‏)، لاعب كرة قدم برازيلي لعب سابقاً في نادي الخور .
لعب في عدة أندية برازيلية أبرزها نادي سانتوس و لعب مع نادي بريست الفرنسي ووقع مع نادي الخور القطري في عام 2017 .

## روابط خارجية
- لوسيانو كاستان على موقع قاعدة بيانات كرة القدم.إي يو (الإنجليزية)
- لوسيانو كاستان على موقع Soccerway.com (الإنجليزية)